# Frank McLearn
Frank Harris McLearn (* 27. Februar 1885 in Halifax (Nova Scotia); † 7. Oktober 1964 in Ottawa) war ein kanadischer Paläontologe.

## Leben
Er studierte an der Dalhousie University und der Yale University und war 1913 bis 1952 beim Geological Survey of Canada.
Seine Dissertation in Yale war über Fossilien des Silur in Nova Scotia, die als Standardwerk gilt. Bekannt ist er vor allem durch Arbeiten zum Mesozoikum von West-Kanada mit Etablierung einer Stratigraphie für Kreide und Trias in dieser Region (besonders aus den Ammoniten), was Anwendungen auf die Erdölgeologie im Westen Kanadas hatte. Er unternahm Feldforschung am Crowsnest Pass, längs dem Athabasca River und Peace River, in Haida Gwaii, den Ebenen im südlichen Saskatchewan und der Manitoba Schichtstufe (in den USA Pembina Escarpment genannt).
1947 erhielt er die Willet G. Miller Medal. Er war seit 1927 Fellow der Royal Society of Canada.

## Schriften
- mit Donaldson Bogart Dowling, Stanley Eades Slipper: Investigations in the gas and oil fields of Alberta, Saskatchewan, and Manitoba, Geological Survey of Canada Memoir 116,  Ottawa 1919
- mit Sydney Savory Buckman, Edward Wilber Berry: Mesozoic palaeontology of Blairmore region, Alberta, Bulletin National Museum of Canada, Ottawa 1929
- mit Frank Jardine Fraser,  Loris S. Russell, Percival Sidney Warren; Robert Thomas Daubigny Wickenden: Geology of southern Saskatchewan, Geological Survey of Canada Memoir 176, Ottawa 1935
- Paleontology of the Silurian rocks of Arisaig, Nova Scotia, Ottawa 1924
- Revision of the lower cretaceous of the western interior of Canada, Geological Survey of Canada 1945
- Jurassic formations of Maude Island and Alliford Bay, Skidegate Inlet, Queen Charlotte Islands, British Columbia, Geological Survey of Canada Memoir 311, Ottawa 1949
- mit Edward Darwin Kindle: Geology of northeastern British Columbia, Geological Survey of Canada Memoir  259, Ottawa 1950
- Ammonoid faunas of the upper Triassic Pardonet formation, Peace River foothills, British Columbia, Ottawa, Departement of Mines and Technical Surveys 1960
- Anagymnotoceras a new Middle Triassic (Anisian) ammonoid genus from northeastern British Columbia, Paper Geological Survey of Canada 66-56, 1966
- Middle Triassic (Anisian) ammonoids from northeastern British Columbia and Ellesmere Island, Geological Survey of Canada Bulletin 170, 1969
- Ammonoids of the Lower Cretaceous sandstone member of the Haida Formation, Skidegate Inlet, Queen Charlotte Islands, Western British Columbia, Geological Survey of Canada Bulletin 188, 1972